# NGC 663
NGC 663 ou Caldwell 10 est un amas ouvert situé dans la constellation de Cassiopée. Il a été découvert par l'astronome allemande Caroline Herschel en 1783.
Selon la classification des amas ouverts, NGC 663 renferme entre une cinquantaine  et une centaine d'étoiles (la lettre m) dont les magnitudes sont réparties sur un intervalle moyen (le chiffre 2). La concentration d'étoiles est moyennement faible (III).
NGC 663 renferme au moins 26 étoiles de type Be. Le type spectral d'une étoile Be est «B» et son spectre contient des raies d'émission, d'où la lettre «e». Les étoiles Be de NGC 663 couvre tout le domaine du B, donc de B0 à B9, et 70 % de ces étoiles montrent des variations de leur luminosité. L'âge de cet amas est compris entre 20 et 25 millions d'années.

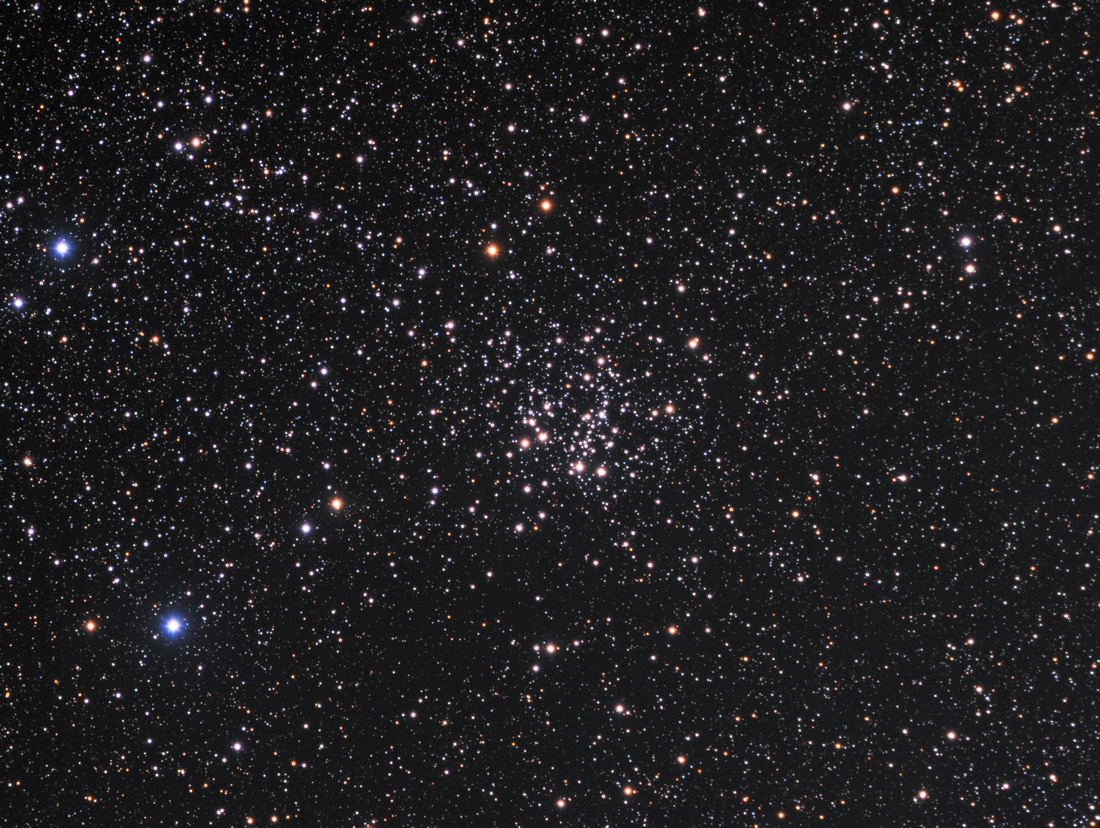
NGC 663 dans la constellation de Cassiopée.